# Sorin Șerban
Sorin Dănuț Șerban (Baia Mare, 17 aprile 2000) è un calciatore rumeno, difensore del Șelimbăr.

## Carriera

### Club
Dopo una lunga trafila nelle giovanili, nel 2018 viene acquistato dal Minaur Baia Mare, dove colleziona 15 presenze nella terza divisione rumena. Nel luglio del 2019 firma con l'FCSB, formazione della massima serie rumena. L'11 agosto successivo esordisce in campionato nella sconfitta in casa per 1-3 contro il Voluntari. A causa del poco spazio in rosa, qualche settimana dopo viene ceduto in prestito al FC Politehnica Iași, altro club della prima divisione rumena.

### Nazionale
Ha giocato nelle nazionali giovanili rumene Under-18, Under-19 ed Under-21.

## Statistiche

### Presenze e reti nei club
Statistiche aggiornate al 28 febbraio 2022.
| Stagione        | Squadra             | Campionato      | Campionato | Campionato | Coppe nazionali | Coppe nazionali | Coppe nazionali | Coppe continentali | Coppe continentali | Coppe continentali | Altre coppe | Altre coppe | Altre coppe | Totale | Totale |
| Stagione        | Squadra             | Comp            | Pres       | Reti       | Comp            | Pres            | Reti            | Comp               | Pres               | Reti               | Comp        | Pres        | Reti        | Pres   | Reti   |
| --------------- | ------------------- | --------------- | ---------- | ---------- | --------------- | --------------- | --------------- | ------------------ | ------------------ | ------------------ | ----------- | ----------- | ----------- | ------ | ------ |
| 2018-2019       | Minaur Baia Mare    | L3              | 15         | 0          | CR              | 0               | 0               |                    | -                  | -                  |             | -           | -           | 15     | 0      |
| lug.-ago. 2019  | FCSB                | L1              | 1          | 0          | CR              | -               | -               |                    | -                  | -                  |             | -           | -           | 1      | 0      |
| ago. 2019-2020  | FC Politehnica Iași | L1              | 13         | 0          | CR              | 3               | 0               |                    | -                  | -                  |             | -           | -           | 16     | 0      |
| 2020-2021       | FCSB                | L1              | 2          | 0          | CR              | 0               | 0               |                    | -                  | -                  |             | -           | -           | 2      | 0      |
| 2021-2022       | FCSB                | L1              | 9          | 0          | CR              | 0               | 0               | UECL               | 1                  | 0                  |             | -           | -           | 10     | 0      |
| Totale carriera | Totale carriera     | Totale carriera | 40         | 0          |                 | 3               | 0               |                    | 1                  | 0                  |             | -           | -           | 44     | 0      |